# Ahaetulla nasuta
Ahaetulla nasuta este o specie de șarpe ce trăiește în Asia de Sud-Est: India, Vietnam, Thailanda, Sri Lanka, Bangladesh, Cambodgia, Birmania. Are un aspect neobișnuit, asemănător unui lăstar verde sau unei vițe-de-vie.

## Galerie de imagini

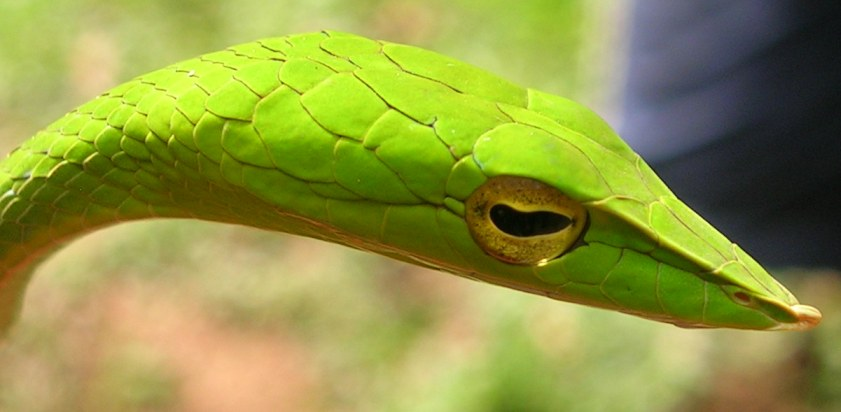
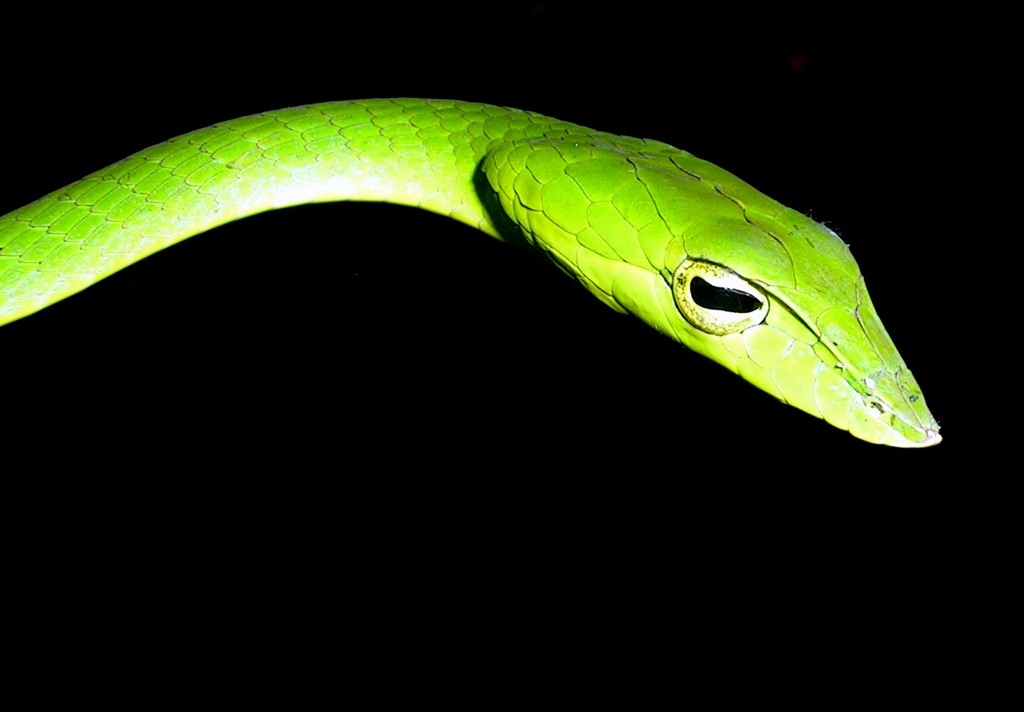
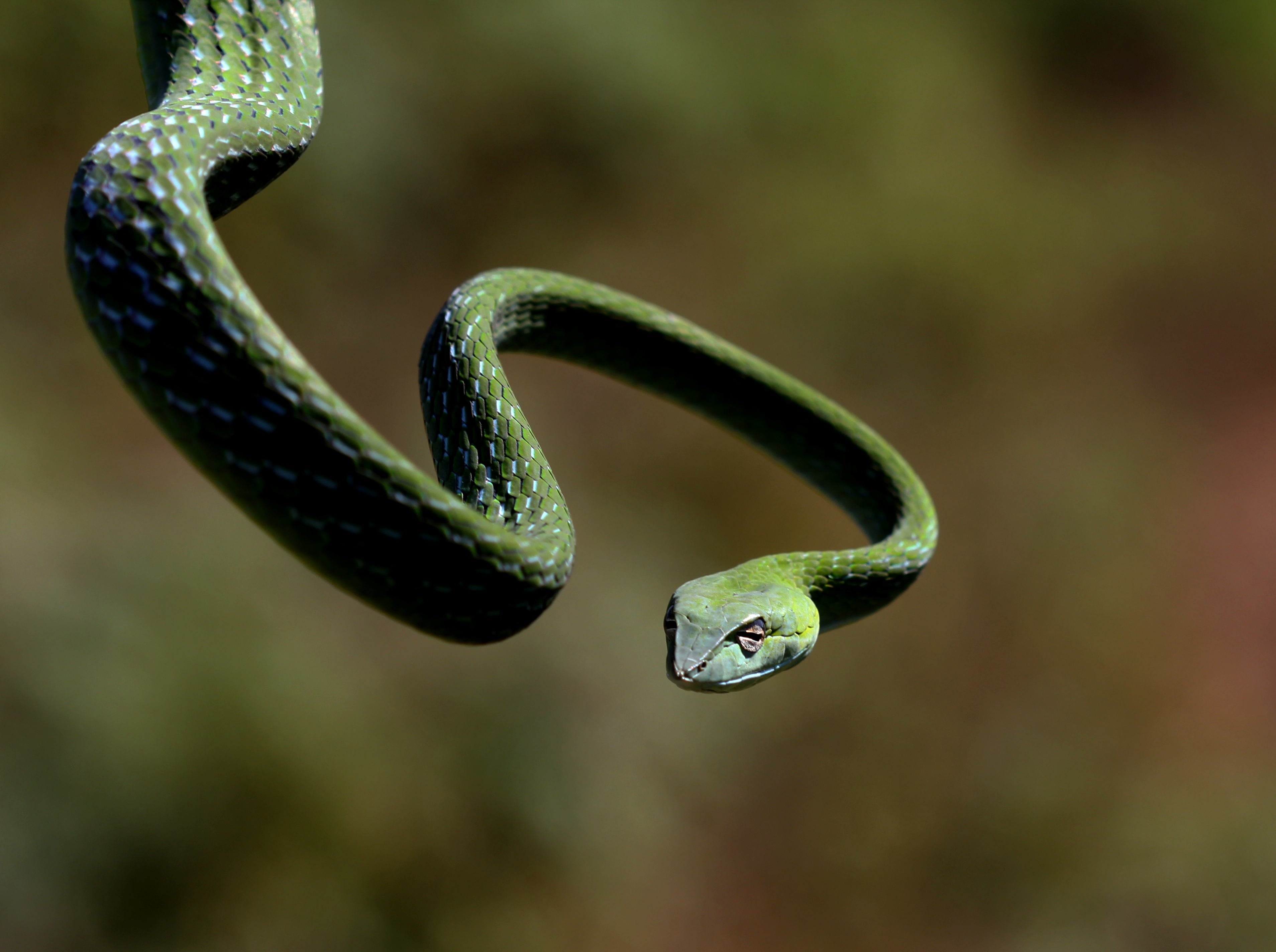